# Charles Clagget

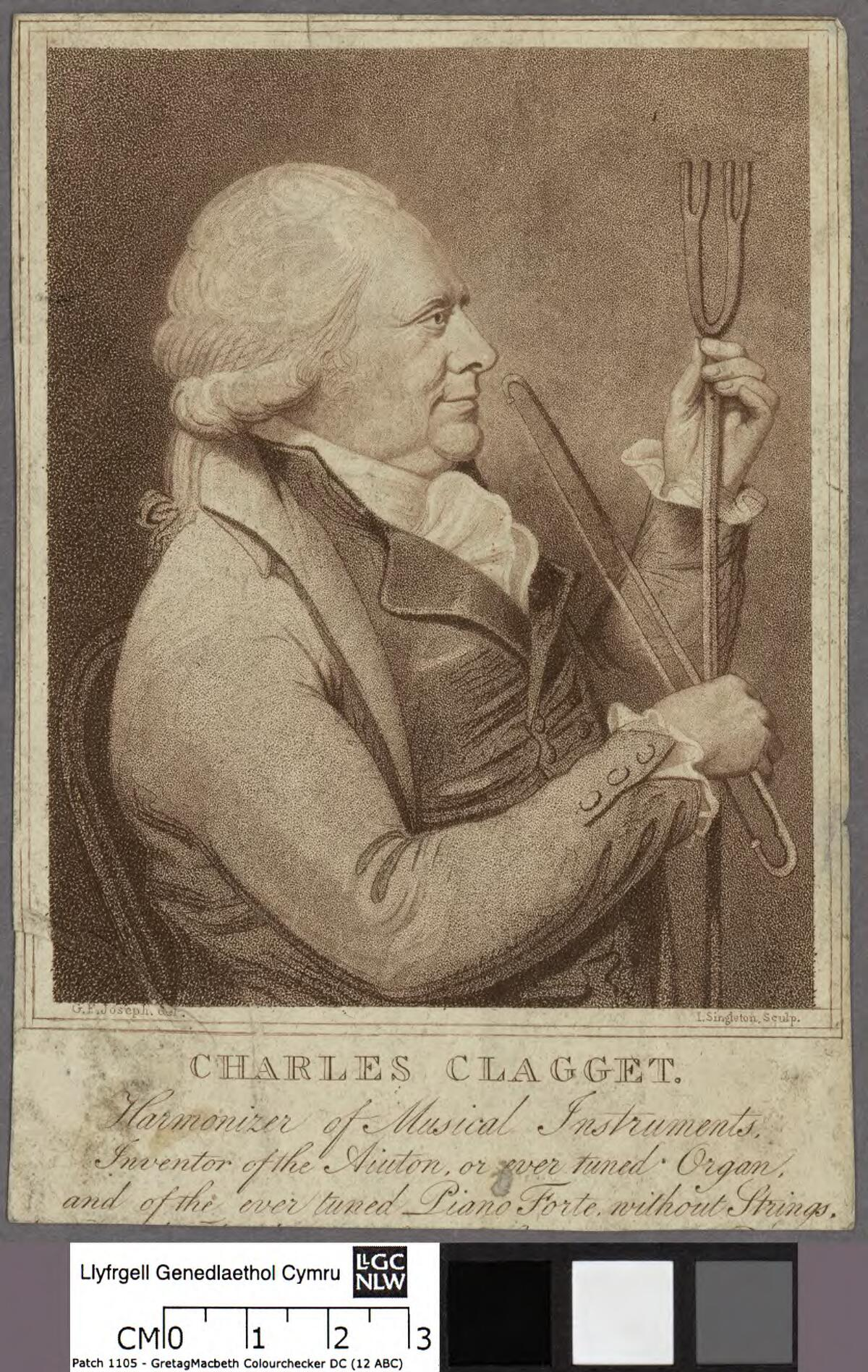
Portrait von Charles Clagget mit Geigenbogen und großer Stimmgabel, veröffentlicht in seiner Broschüre Discourse on Musick (1793)

Charles Clagget, auch Claget, Claggett, Claggitt (* 1740 in Waterford; † um 1795) war ein irischer Musiker, Komponist und Instrumentenbauer.

## Leben und Wirken
Über Jugend und Ausbildung von Charles Clagget ist nichts bekannt. Um das Jahr 1760 veröffentlichte er zusammen mit seinem Bruder Walter Clagget (1742–1798) in Edinburgh sechs Violin-Duette (Six Duetts for Two Violins, Intended to Improve and Entertain Practitioners) und im Jahr 1760 das Lehrbuch 40 Lessons and 12 Songs for Citra or Guitar. Von ungefähr 1762 bis 1775 wirkte er als Konzertmeister an verschiedenen Theatern. In Dublin war er von ungefähr 1762 bis 1764 am Smock Alley Theatre tätig, von 1763 bis 1767 und 1769 am Great Britain Street Gardens (später Rotunda) engagiert, war 1765 am Crow Street Theatre nachweisbar und ab 1770 im Theater in der Capel Street. Es folgten Engagements als Konzertmeister 1771 bis 1773 in Liverpool und 1773 bis 1775 in Manchester. Aus seiner Zeit als Konzertmeister stammen einige Kompositionen, die er für Gesang und Tasteninstrumente bzw. Gesang und Gitarre komponiert hat, etwa ’Tis All Over Now für Gesang und Gitarre (London, um 1770).
Ab dem Jahr 1776 lebte Clagget in London und widmete „seine Aufmerksamkeit weitgehend der Entwicklung und Erfindung von Musikinstrumenten, wobei er sich insbesondere mit der Stimmung und der Temperierung befasste.“ 1776 ließ er seine früheste Erfindung patentieren, ein Griffbrett für die Violine und andere Saiteninstrumente, das die genaue Position von Tönen und Halbtönen anzeigt und es – angeblich – unmöglich macht falsch zu spielen. Mit der Patenterklärung Nr. 1664 aus dem Jahr 1788 erhielt er das Patent für:
1. ein neues Saiteninstrument namens Teliochordon
2. eine neue Methode zur Konstruktion der Tasten von Tasteninstrumenten, die verhindert „die falsche Taste zu spielen“
3. ein Verfahren zum Dämpfen des Tons der Saiten von Tasteninstrumenten durch Fixieren von Pergament am Instrumentenrahmen
4. die Konstruktion von mit Glas oder Emaille überzogener Tasten für Tasteninstrumente, anstelle von Holz oder Elfenbein
5. ein Celestinaregister („celestina stop“)
6. eine chromatische Trompete und ein chromatisches Waldhorn
7. ein neues Design von Stimmgabeln
8. einen Mechanismus, der aus mehreren Stimmgabeln besteht und durch eine Klaviatur in Schwingung versetzt werden kann
9. einen Stimmschlüssel für Cembalos und andere Instrumente
10. eine bessere Methode, um den Stimmstock einer Geige an ihre Position zu bringen.[4][5]

Um das Jahr 1788 ließ sich Clagget in London in der Greek Street in Soho nieder, wo er ein „Musikmuseum“ eröffnete, in dem er seine Erfindungen ausstellte und verkaufte. Weitere Ausstellungen fanden später in den Hanover Square Rooms in London statt. Am 17. Dezember 1790 übergab er dem Buckingham Palace werbewirksam ein sogenanntes Teliochordon-Register für das Cembalo des Königshauses, das er konstruiert hatte. 1792 besuchte Joseph Haydn, der sich zu dieser Zeit in London aufhielt, Clagget in der Greek Street und begutachtete dessen Erfindungen. Ihren Wert bezeugte er in einem Brief, der am 27. April 1792 im „Morning Herald“ erschien. Am 31. Oktober 1793 gab er im King’s Arms, Comhill, ein so genanntes „Dachbodenkonzert“, bei dem mehrere Stücke auf den verschiedenen von ihm erfundenen oder verbesserten Instrumenten gespielt wurden. Das Konzert enthielt auch den Vortrag Discourse on Musick, der später zusammen mit einem Porträt von ihm veröffentlicht wurde. Auch in seiner Londoner Zeit erschienen weitere seiner Kompositionen, etwa sein Divertimento a 4 Instruments für zwei Violinen, Horn und Kontrabass (London, 1790).
Nach 1795 verliert sich seine Spur und es wird angenommen, dass er um diese Zeit verstorben ist. Keine seiner Erfindungen hat überlebt, er war aber „unter den ersten, die sich der Problematik chromatischer Blechinstrumente widmeten“.

## Kompositionen (Auswahl)
- I’ve Rifled Flora’s Painted Bower für Gesang und Tasteninstrument, in: The London Magazine, 1768, S. 49
- Blest as th’Immortal Gods Is He für Gesang und Gitarre (London, um 1770)
- ’Tis All Over Now, für Gesang und Gitarre (London, um 1770)
- Jolly Health (by Mr Clagget) für Gesang und Gitarre (London, um 1770)
- Nature’s Magic Skill (by Mr Charles Clagget of Waterford), für Gesang, Violine und Tasteninstrument oder: Gesang, Flöte und Gitarre (London, 1780?)
- Fidelity, a Favorite Canzonett für Gesang und Tasteninstrument (London, 1784)
- Oh Beauteous Maid für Gesang und Tasteninstrument (London, um 1790)
- Divertimento a 4 Instruments für zwei Violinen, Horn und Kontrabass (London, 1790)

Zusammen mit seinem Bruder Walter Clagget veröffentlichte er:
- 40 Lessons and 12 Songs for Citra or Guitar (Edinburgh, 1760)
- Six Duetts for Two Violins, Intended to Improve and Entertain Practitioners (Edinburgh, um 1760)
- A New and Complete Tutor for the Violoncello […] to Which is Annexed […] a Selection of Admired Italian, French, English, Scotch & Irish Airs (London, um 1785)